# Coppa Webb Ellis
La Coppa William Webb Ellis, o anche Coppa Webb Ellis, è il trofeo assegnato al vincitore della Coppa del mondo di rugby, la più importante competizione di rugby a 15 maschile. La coppa prende il nome da William Webb Ellis, accreditato come l'inventore del rugby. Il trofeo è stato consegnato al vincitore della Coppa del mondo di rugby sin dalla prima competizione del 1987.
Il trofeo di 38 centimetri pesa 4,5 kg, è in argento dorato ed è supportato da due maniglie laterali. Da una parte c'è la testa di un satiro, dall'altra c'è la testa di una ninfa. Sulla faccia del trofeo sono incise le parole International Rugby Football Board a formare un arco e sotto quell'arco The Webb Ellis Cup. La Webb Ellis Cup viene anche definita (erroneamente) come Webb Ellis Trophy o colloquialmente come Bill (diminutivo di William), un soprannome coniato dai vincitori della Coppa del Mondo di rugby 1991, i Wallabies.

## Storia
In vista della prima Coppa del Mondo nel 1987, la Federazione Internazionale di Rugby (IRB), affidò la produzione del trofeo all'orafo londinese Garrard's fornitore ufficiale della Corona inglese dal 1843 e autore della coppa che premia il vincitore della Coppa America. La coppa è ricavata dal modello di una tazza del 1906 creato da Carrington and Co. di Londra sulla base dello stile vittoriano di metà XVIII secolo, è progettato da Paul de Lamerie, un ugonotto francese i cui genitori erano fuggiti dalla Francia. si era trasferito a Londra.
Il trofeo viene curato e restaurato dopo ogni torneo dagli argentieri Thomas Lyte.
Presto fu chiamata The Webb Ellis Cup (Coppa Webb Ellis). La Nuova Zelanda divenne la prima nazione a vincere la Webb Ellis Cup quando vinse la Coppa del Mondo di rugby del 1987.

## Albo d'oro
| Edizione | Paese organizzatore     | Vincitore     | Finalista     | Terzo classificato |
| -------- | ----------------------- | ------------- | ------------- | ------------------ |
| 1987     | Nuova Zelanda Australia | Nuova Zelanda | Francia       | Galles             |
| 1991     | Inghilterra             | Australia     | Inghilterra   | Nuova Zelanda      |
| 1995     | Sudafrica               | Sudafrica     | Nuova Zelanda | Francia            |
| 1999     | Galles                  | Australia     | Francia       | Sudafrica          |
| 2003     | Australia               | Inghilterra   | Australia     | Nuova Zelanda      |
| 2007     | Francia                 | Sudafrica     | Inghilterra   | Argentina          |
| 2011     | Nuova Zelanda           | Nuova Zelanda | Francia       | Australia          |
| 2015     | Inghilterra             | Nuova Zelanda | Australia     | Sudafrica          |
| 2019     | Giappone                | Sudafrica     | Inghilterra   | Nuova Zelanda      |
| 2023     | Francia                 | Sudafrica     | Nuova Zelanda | Inghilterra        |
| 2027     | Australia               | —             | —             | —                  |
| 2031     | Stati Uniti             | —             | —             | —                  |